# Lesja Orobec
Lesja Orobec (ukrajinski: Леся Оробець) (Kijev, 3. ožujka 1982. ukrajinska je političarka iz stranke Batkivščina, društveni aktivist, po zanimanju pravnica, prevoditelj. Lesja je uz Ruslanu bila jedna od vodećih sudionica Euromajdana.

## Vanjske poveznice
- Profil, Twitter